# Pfarrkirche Lembach

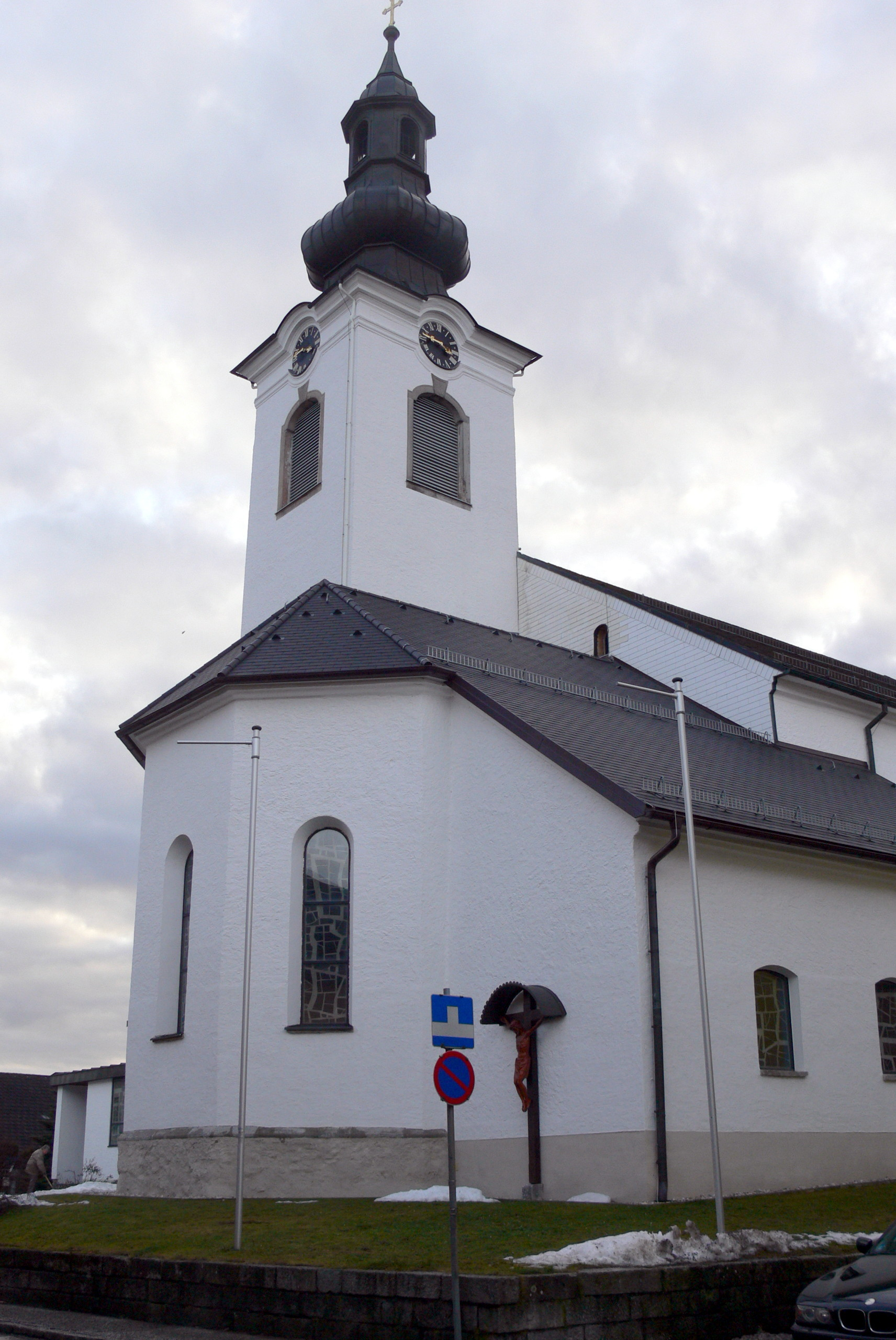
Pfarrkirche Lembach

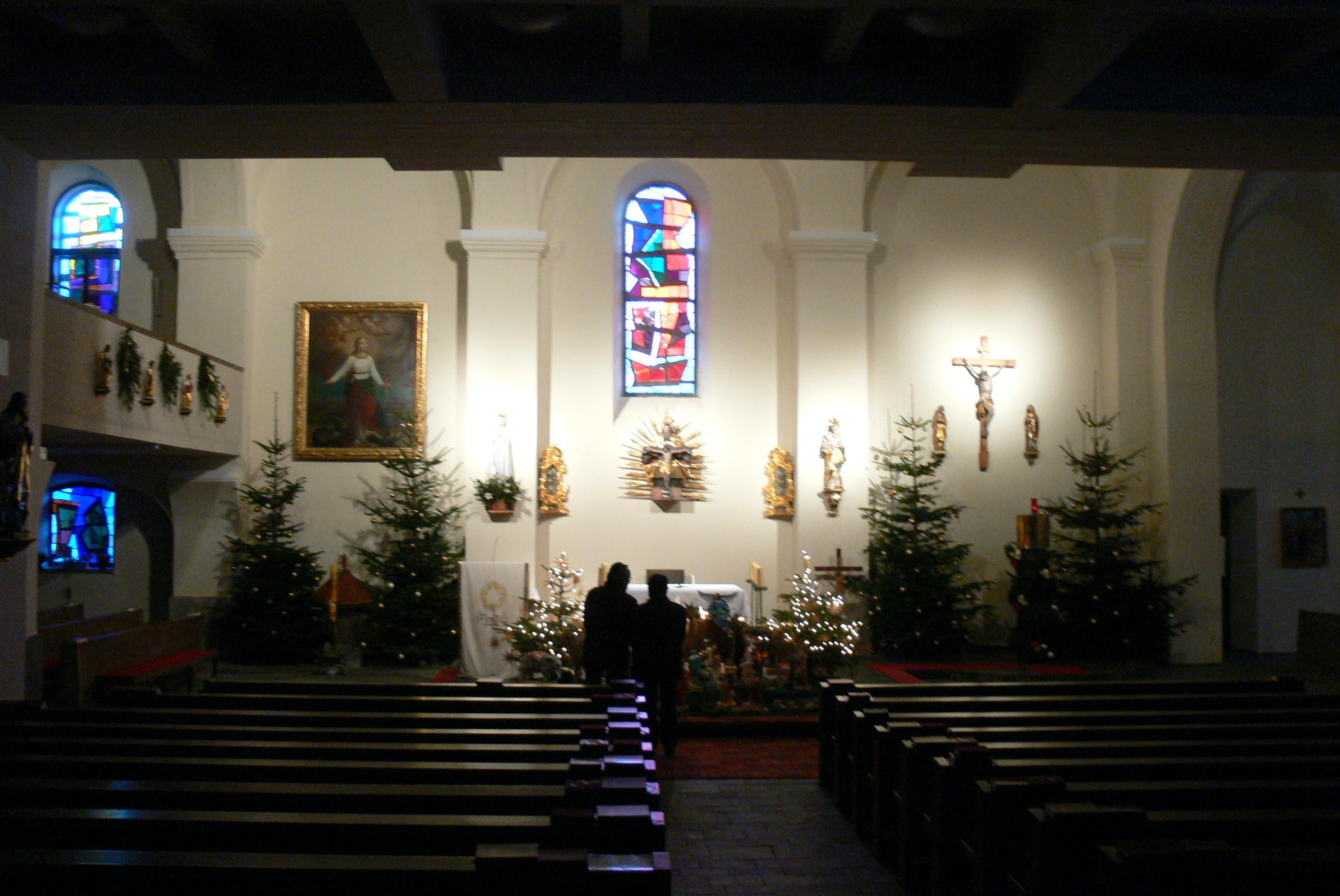
Innenraum

Die Pfarrkirche Lembach steht in der Gemeinde Lembach im Mühlkreis im oberen Mühlviertel in Oberösterreich. Die römisch-katholische Pfarrkirche hl. Margarita gehört zum Dekanat Sarleinsbach in der Diözese Linz. Die Kirche steht unter Denkmalschutz.

## Geschichte
Bereits 1467 wird in einem päpstlichen Dekret eine St. Margareten-Kapelle in Lembach genannt. Die heutige, barocke Pfarrkirche wurde nach einem Brand 1688 um- bzw. neugebaut. Durch Brände 1809 bzw. 1876 entstanden schwere Schäden am Langhausgewölbe bzw. dem Turm und der Innenausstattung. Eine Erweiterung nach Süden im modernen Stil nach Plänen von Dombaumeister Gottfried Nobl erfolgte zwischen 1965 und 1966. Durch die unterschiedlichen Bauphasen entstand ein uneinheitlicher Kirchenbau. Die letzte Renovierung der Kirche fand 2007 statt.
Die Betonglasfenster wurden von Lydia Roppolt gestaltet, der Tabernakel stammt von Franz Premetshofer.